# Older Brother, Younger Sister
Older Brother, Younger Sister (あにいもうと) è un film del 1953 diretto da Mikio Naruse.

## Trama
La giovane Mon, da Tokyo, torna a casa, in un piccolo paese del Giappone rurale. Quando si sparge la voce che la ragazza è incinta, senza che lei dica di chi,  viene ostracizzata da tutti gli abitanti del paese, compresi il padre ed il fratello Ino.
I genitori di Taiichi, il fidanzato di San, sorella di Mon, giungono a tentare di impedire che i due si frequentino, combinando per il figlio un matrimonio che ritengono soddisfi meglio le diffuse concezioni morali.
Mon, pur non riuscendo a capacitarsi di come tutti si intromettano nella sua vita privata, della quale non deve rendere conto a nessuno, resasi conto di come la propria permanenza appaia ai più sconveniente, decide di allontanarsi dalla casa dei genitori, senza lasciare indirizzo.
Più avanti giunge in paese lo studente universitario Kobata, padre del figlio (nato morto) di Mon, e, non trovandovi la ragazza, chiede scusa ai genitori, ammettendo le proprie responsabilità ed offrendo il poco aiuto economico che può permettersi. Il padre di Mon rifiuta il denaro, e Ino, all’insaputa di tutti, segue Kobata e lo picchia.
Koiichi, la data del cui matrimonio combinato si avvicina, propone a San di fuggire insieme, e a questo  punto San lo lascia poiché non si è dimostrato in grado di fronteggiare apertamente i pregiudizi.
San, ora studentessa universitaria a Tokyo, tornata al paese per le vacanze, vi incontra Mon, in una delle sue sporadiche visite alla famiglia di origine. Ino, di nuovo, accusa Mon - peraltro senza prove -  di condurre una vita sconveniente. Mon, da parte sua, avendo appreso del pestaggio di Kobata da parte del fratello, gli ricorda che non aveva alcun diritto di intromettersi nella sua vita. Ino aggredisce fisicamente la sorella, che ha la peggio.
Mon e San, dopo la loro visita, lasciano insieme la casa dei genitori, dirette alle proprie faccende.